# Vassdalen
Vassdalen est une localité du comté de Nordland, en Norvège.

## Géographie
Administrativement, Vassdalen fait partie de la kommune de Narvik.